# Аллерёд (станция)
Аллерёд — железнодорожная станция, расположенная в городе Лиллерёд в коммуне Аллерёд, находящейся в области Ховедстаден (Дания).
Станция обслуживается поездами S-tog — пригородно-городской железной дороги агломерации Копенгагена, маршрутами E и B (в ночь на субботу и на воскресенье) линии Nordbanen («Северной»).
Первоначально станция носила название Лиллерёд — по городу, в котором находится, однако чтобы избежать путаницы с названием соседней станции Хиллерёд, в 1952 году она была переименована в Аллерёд — по названию коммуны, административным центром которой Лиллерёд является.

## Интересные факты
Станция Аллерёд упоминается в детективном романе Иоанной Хмелевской «Всё красное».
На станции начинается действие романа, а неправильное толкование её названия главной героиней — якобы Аллеред (в романе оно пишется и произносится через «е») переводится как «всё красное» — является ключом ко всему дальнейшему повествованию.

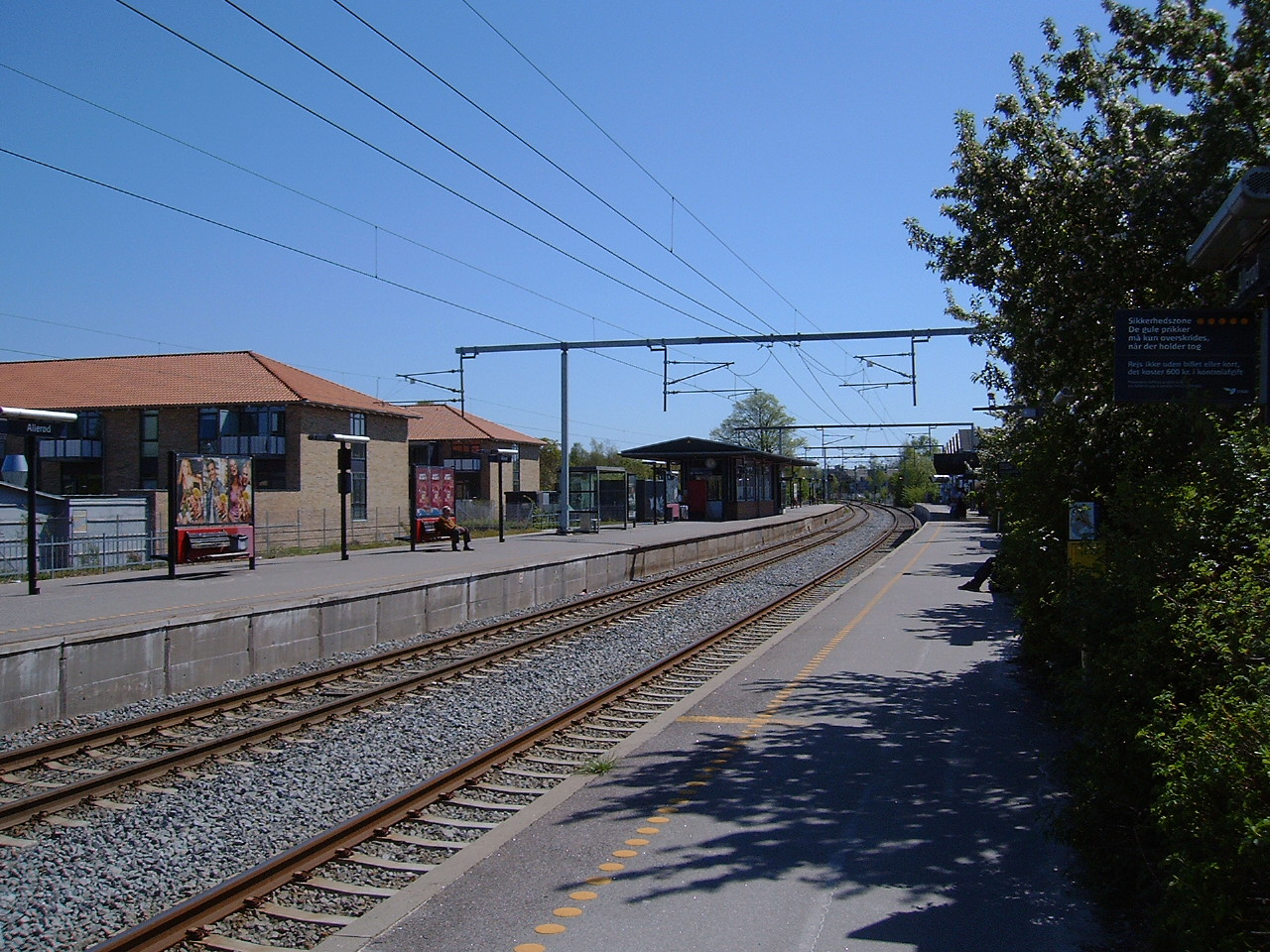
Вид на платформы и пути